# Попушой, Иван Семёнович
Иван Семёнович Попушой (рум. Ion Popușoi; 6 января 1924, Кишинёв, Румыния — 24 мая 2012) — советский и молдавский вирусолог, миколог и фитопатолог.

## Биография
Родился 6 января 1924 года в Кишинёве (тогда — в составе Румынии). В 1945 году, после окончания ВОВ поступил в Кишинёвский сельскохозяйственный институт, который он окончил в 1949 году. В 1953 году устроился на работу в КишГУ и проработал вплоть до 1958 года. В 1958 году устроился на работу в Молдавский филиал АН СССР, но проработав год, перешёл в Институт физиологии и биохимии растений, где до 1972 года заведовал лабораторией микологии и вирусологии. С 1964 по 1970 год занимал должность директора Института физиологии и биохимии растений. С 1975 по 1992 год занимал должность директора ВНИИ биологических методов защиты растений при ВАСХНИЛ.

## Научные работы
Основные научные работы посвящены изучению микрофлоре плодовых деревьев, овощных культур и ореха в СССР.

## Избранные сочинения
- Попушой И. С. «Микрофлора виноградной лозы в Молдавии», 1981.
- Попушой И. С. «Фитопатогенные организмы основных эфиромасличных культур Молдавии», 1988.
- Попушой И. С. «Микозы виноградной лозы», 1989.
- Попушой И. С. «Микрофлора и грибные болезни основных овощных культур Молдавии», 1991.

## Членство в обществах
- 1972-91 — Академик АН Молдавской ССР.